# Deutsche Nordische Skimeisterschaften 1991

Logo des Deutschen Skiverbands

Die Deutschen Nordischen Skimeisterschaften 1991 fanden vom 22. bis zum 27. Januar im bayerischen Oberstdorf statt. Es waren die ersten gesamtdeutschen nordischen Skimeisterschaften seit 1941. Die Sprungläufe wurden im Skisprungstadion am Schattenberg ausgetragen. Im Anschluss an die Wettbewerbe gab der Deutsche Skiverband das deutsche Aufgebot für die Nordischen Skiweltmeisterschaften im italienischen Val di Fiemme bekannt, wobei sich Meister und Vizemeister automatisch qualifizierten.
Überschattet wurden die Meisterschaften durch die Doping-Diskussion, die durch das Geständnis Uwe Bellmanns verstärkt wurden. Die DDR-Cheftrainer hatten ihre Sportlerinnen und Sportler systematisch gedopt.

## Skilanglauf

### Frauen

#### 5 km klassisch
| Platz | Sportlerin   | Verein                    | Zeit (min) |
| ----- | ------------ | ------------------------- | ---------- |
| 01    | Katrin Apel  | WSV Oberhof 05            | 13:55,1    |
| 02    | Gabriele Heß | WSV Oberhof 05            | 13:56,6    |
| 03    | Heike Wezel  | PSC Klingenthal           | 13:57,4    |
| 04    | Schwager     | SC Monte Kaolino Hirschau | 13:58,4    |
| 05    | Simone Opitz | SC Motor Zella-Mehlis     | 13:59,7    |

Datum: Donnerstag, 24. Januar 1991
Die erst Siebzehnjährige Katrin Apel feierte über 5 Kilometer einen Überraschungserfolg, als sie sich knapp gegen ihre Klubkameradin und Juniorenweltmeisterin Gabriele Heß durchsetzen konnte. Aufgrund ihres Alters lehnte DSV-Sportwart Detlef Braun eine WM-Nominierung ab. Heike Wezel komplettierte als Dritte das ostdeutsche Podest.

#### 10 km Freistil
| Platz | Sportlerin       | Verein                   | Zeit (min) |
| ----- | ---------------- | ------------------------ | ---------- |
| 01    | Gabriele Heß     | WSV Oberhof 05           | 25:54,2    |
| 02    | Simone Opitz     | SC Motor Zella-Mehlis    | 26:24,7    |
| 03    | Simone Bauknecht | SZ Römerstein            | 27:21,9    |
| 04    | Sigrid Wille     | SV Maierhöfen-Grünenbach | 27:26,3    |
| 05    | Göhler           | Oberwiesenthaler SV 1990 | 27:50,7    |

Datum: Januar 1991

#### 15 km klassisch
| Platz | Sportlerin       | Verein                   | Zeit (min) |
| ----- | ---------------- | ------------------------ | ---------- |
| 01    | Heike Wezel      | PSC Klingenthal          | 44:58,0    |
| 02    | Simone Opitz     | SC Motor Zella-Mehlis    | 44:58,5    |
| 03    | Ina Kümmel       | Oberwiesenthaler SV 1990 | 45:40,4    |
| 04    | Sigrid Wille     | SV Maierhöfen-Grünenbach | 45:48,4    |
| 05    | Simone Bauknecht | SZ Römerstein            | 46:23,4    |

Datum: Dienstag, 22. Januar 1991

Die Läuferinnen aus dem Osten Deutschlands dominierten den 15-km-Skilanglauf im Rohrmoos. So platzierten sich drei ehemalige Vertreterinnen der DDR vor der deutschen Titelverteidigerin Sigrid Wille. Ihren ersten Meistertitel gewann Heike Wezel mit 0,5 Sekunden Vorsprung im Zielsprint auf Simone Opitz.

#### 4 × 5 km Staffel
| Platz | Verband  | Sportlerinnen                                 | Zeit (min) |
| ----- | -------- | --------------------------------------------- | ---------- |
| 01    | Sachsen  | Bettina Rödel S. Kühmel B. Hartmann S. Wagner | 58:20,3    |
| 02    | Hessen   |                                               | 58:22,6    |
| 03    | Bayern I |                                               | 58:22,8    |

Datum: Januar 1991

### Männer

#### 10 km klassisch
| Platz | Sportler       | Ort         | Zeit (min) |
| ----- | -------------- | ----------- | ---------- |
| 01    | Jochen Behle   | Willingen   | 25:01,5    |
| 02    | Walter Kuß     | Furtwangen  | 25:19,9    |
| 03    | Torald Rein    | Oberhof     | 25:22,0    |
| 04    | Peter Zipfel   | Kirchzarten | 25:43,0    |
| 05    | Stefan Dotzler | München     | 25:45,4    |

Datum: Donnerstag, 24. Januar 1991
Serienmeister Jochen Behle gewann den 10-km-Skilanglauf im klassischen Stil nach 25:01,6 Minuten mit 18 Sekunden Vorsprung auf Walter Kuß. Dritter wurde der Oberhofer Torald Rein, der zur Mitte des Rennens noch mit zwei Sekunden in Führung gelegen war. Bei Temperaturen um die zehn Grad sorgte der Biathlet Georg Fischer mit Erreichen des sechsten Platzes für eine Überraschung.

#### 15 km Freistil
| Platz | Sportler       | Ort            | Zeit (min) |
| ----- | -------------- | -------------- | ---------- |
| 01    | Johann Mühlegg | Marktoberdorf  | 34:47,4    |
| 02    | Jochen Behle   | Willingen      | 35:08,5    |
| 03    | Jan Fiedler    | Oberwiesenthal | 35:30,5    |
| 04    | Grunwald       | Oberhof        | 35:36,3    |
| 05    | Peter Zipfel   | Kirchzarten    | 35:40,2    |

Datum: Sonntag, 27. Januar 1991
Johann Mühlegg erlief sich den Sieg im 15-km-Skilanglauf in der freien Technik. Als Zweiter verpasste es Jochen Behle mit Walter Demel gleichzuziehen, der zwischen 1962 und 1975 insgesamt 26 Meistertitel gewann.

#### 30 km klassisch
| Platz | Sportler       | Ort            | Zeit (h)  |
| ----- | -------------- | -------------- | --------- |
| 01    | Jochen Behle   | Willingen      | 1:19:52,7 |
| 02    | Holger Bauroth | Hirschau       | 1:21:04,4 |
| 03    | Jan Fiedler    | Oberwiesenthal | 1:21:13,2 |
| 04    | Stefan Dotzler | München        | 1:21:13,5 |
| 05    | Peter Zipfel   | Kirchzarten    | 1:21:49,2 |

Datum: Dienstag, 22. Januar 1991
Der 30 Jahre alte Oberfeldwebel Jochen Behle verteidigte seinen Titel über 30 Kilometer im klassischen Stil erfolgreich und gewann somit seinen 24. Titel auf nationaler Ebene. Mitfavorit Uwe Bellmann stieg wegen einer Magenverstimmung aus.

#### 4 × 10 km Staffel
| Platz | Verband    | Sportler                                               | Zeit (h)  |
| ----- | ---------- | ------------------------------------------------------ | --------- |
| 01    | Bayern I   | J. Lautner Holger Bauroth Johann Mühlegg Georg Fischer | 1:39:38,1 |
| 02    | Bayern III |                                                        | 1:40:52,0 |
| 03    | Bayern II  |                                                        | 1:41:00,9 |

Datum: Januar 1991

## Nordische Kombination

### Einzel
| Platz | Sportler        | Ort          | Gesamtpunkte |
| ----- | --------------- | ------------ | ------------ |
| 01    | Hans-Peter Pohl | Schonach     | 220,6        |
| 02    | Thomas Dufter   | Hammer       | 202,4        |
| 03    | Thomas Abratis  | Klingenthal  | 199,1        |
| 04    | Wagner          | Zella-Mehlis | 190,5        |
| 05    | Thomas Müller   | Oberstdorf   | 189,6        |

Datum: Januar 1991
Den Kampf um den Kombinationstitel gewann erneut der Titelverteidiger Hans-Peter Pohl.

### Team
| Platz | Verband      | Sportler                       | Gesamtpunkte |
| ----- | ------------ | ------------------------------ | ------------ |
| 01    | Bayern I     | Thomas Müller Thomas Dufter    |              |
| 02    | Sachsen II   | Ralph Leonhardt Thomas Abratis |              |
| 03    | Thüringen II | Jörg Beetz Wagner              |              |

Datum: Freitag, 25. Januar 1991
Der Teamwettkampf der Nordischen Kombination fand von der Normalschanze und über 15 Runden statt. Nach dem Springen führte der Skiverband Schwarzwald nach Sprüngen von Hans-Peter Pohl auf 80 und 84 Metern sowie von Jürgen Dilger auf 81 und 82,5 Metern mit 211,6 Punkten. Das Duo Birger Thiel und Jens Deimel vom Westdeutschen Skiverband lag mit 209,3 Punkten umgerechnet 16 Sekunden dahinter. Nach dem Langlauf drehte sich das Bild komplett, sodass Thomas Müller und Thomas Dufter den Titel für den Bayerischen Skiverband gewannen.

## Skispringen

### Normalschanze
| Platz | Sportler          | Verein                   | Weite 1 (m) | Weite 2 (m) | Punkte |
| ----- | ----------------- | ------------------------ | ----------- | ----------- | ------ |
| 01    | Jens Weißflog     | Oberwiesenthaler SV 1990 | 087,0       | 085,5       | 217,0  |
| 02    | Heiko Hunger      | PSC Klingenthal          | 079,5       | 084,0       | 193,1  |
| 03    | André Kiesewetter | SC Motor Zella-Mehlis    | 080,0       | 087,5       | 192,0  |
| 04    | Ingo Züchner      | Oberwiesenthaler SV 1990 | 080,0       | 080,5       | 188,8  |
| 05    | Christof Duffner  | SC Schönwald             | 082,0       | 083,0       | 188,0  |

Datum: Samstag, 26. Januar 1991
Der 26 Jahr alte Jens Weißflog sicherte sich seinen ersten gesamtdeutschen Meistertitel. Mit großem Vorsprung gewann der Oberwiesenthaler vor weiteren ehemaligen Vertreten der DDR, ehe sich mit Christof Duffner auf Rang fünf der erste Athlet aus den alten Bundesländern einreihte. Mitfavorit und vormaliger Deutscher Meister Dieter Thoma blamierte sich mit dem 29. Platz.

### Großschanze
| Platz | Sportler          | Verein                   | Weite 1 (m) | Weite 2 (m) | Punkte |
| ----- | ----------------- | ------------------------ | ----------- | ----------- | ------ |
| 01    | André Kiesewetter | SC Motor Zella-Mehlis    | 117,0       | 108,0       | 208,0  |
| 02    | Jens Weißflog     | Oberwiesenthaler SV 1990 | 106,0       | 112,5       | 207,4  |
| 03    | Christof Duffner  | SC Schönwald             | 118,0       | 104,0       | 200,3  |
| 04    | René Kummerlöw    | PSC Klingenthal          | 105,0       | 098,5       | 178,9  |
| 05    | Josef Heumann     | WSV Oberaudorf           | 103,5       | 103,0       | 175,6  |

Datum: Sonntag, 27. Januar 1991
Nachdem er einen Tag zuvor seine erste Einzelmedaille bei deutschen Meisterschaften gewonnen hatte, wurde André Kiesewetter Deutscher Meister von der Großschanze.

### Team
| Platz | Verband     | Sportler                                                   | Gesamtpunkte |
| ----- | ----------- | ---------------------------------------------------------- | ------------ |
| 01    | Sachsen I   | Jens Weißflog Ingo Züchner Heiko Hunger René Kummerlöw     | 599,2        |
| 02    | Thüringen   | Marco Gohlke Ingo Lesser Ralph Gebstedt André Kiesewetter  | 564,7        |
| 03    | Schwarzwald | Andreas Scherer Norbert Hils Dieter Thoma Christof Duffner | 564,5        |

Datum: Januar 1991
Das Teamspringen von der Normalschanze gewannen die Vertreter Sachsens um Spitzenathlet Jens Weißflog. Mit 0,2 Punkten Vorsprung wurde der Thüringer Skiverband Zweiter vor dem Team aus dem Schwarzwald.

## Zeitungsartikel
- Noch geht es um einige freie Tickets für die WM, Berliner Zeitung, Seite 26, Ausgabe Nr. 19 vom 23. Januar 1991
- Uwe Bellmann gibt Doping zu, Berliner Zeitung, Seite 26, Ausgabe Nr. 19 vom 23. Januar 1991
- Ossis vorn, Neues Deutschland, vom 23. Januar 1991[3]
- Schatten über der Loipe, Neue Zeit, Seite 16, Ausgabe Nr. 20 vom 24. Januar 1991
- Kein WM-Start für Meisterin, NZ, Seite 16, Ausgabe Nr. 21 vom 25. Januar 1991
- „Klassisch“ holte Behle 25. Titel seiner Laufbahn, BZ, Seite 21, Ausgabe Nr. 21 vom 25. Januar 1991
- Beim Springen Zeit gewonnen, NZ, Seite 16, Ausgabe Nr. 22 vom 26. Januar 1991
- Bayern-Duo sprintete am schnellsten, BZ, Seite 26, Ausgabe Nr. 22 vom 26. Januar 1991
- Weißflog und Behle die Stars auf Schnee in Oberstdorf, BZ, Seite 19, Ausgabe Nr. 23 vom 28. Januar 1991
- Das Aufgebot zur Ski-WM, BZ, Seite 20, Ausgabe Nr. 23 vom 28. Januar 1991
- Volkmar Russek: Bei Gala kam nicht nur Freude auf, ND, vom 28. Januar 1991[4]
- Hubert Knobloch: Star in der Luft: Weißflog, NZ, Seite 16, Ausgabe Nr. 23 vom 28. Januar 1991
- KURZ NOTIERT – Ski Nordisch, NZ, Seite 16, Ausgabe Nr. 23 vom 28. Januar 1991
- Aus Selbstschutz zum Schweigen vergattert, NZ, Seite 15, Ausgabe Nr. 24 vom 29. Januar 1991